# Tessa June
Tessa Willemsen (Hoorn, 21 juni 1997), beter bekend onder haar artiestennaam Tessa June, is een Nederlands zangeres en songwriter. Haar muzikale stijl combineert eigentijdse popinvloeden met persoonlijke teksten.

## Biografie
Als kind was Tessa veel bezig met muziek en musicals en speelde ze in producties als "Kruistocht in Spijkerbroek" (SJMA) en "Joseph and the Amazing Technicolor Dreamcoat" (Stage Entertainment). Op 12-jarige leeftijd begon ze haar eigen nummers te schrijven en waagde ze haar kans op het Junior Songfestival 2012, waar ze in de halve finale vóór de liveshows afviel.
In 2021 nam Tessa June deel aan K2 zoekt K3, een zoektocht naar de vervanger van Klaasje Meijer in K3. Ze schopte het tot de laatste 88 kandidaten, maar wist niet door te stoten naar de bootcamp. Geïnspireerd door artiesten als Bløf, Acda & de Munnik en Meau, ging Tessa zich op Nederlandstalige popmuziek richten.

## Carrière
In juni 2023 bracht Tessa haar debuutsingle "Schaduw" uit. Haar tweede single, "Sorry dat ik stoor", kreeg aandacht van bekende dj's zoals Stephan Jacobs van 100% NL, wat leidde tot een optreden in de Ziggo Dome tijdens de voorbeschouwing van Acda & de Munnik.
Met haar nummer "Meisjes lopen sneller" zong Tessa over het onveilige gevoel dat vrouwen op straat kunnen ervaren. Ze bracht dit nummer onder de aandacht door een ludieke actie bij Radio 538, wat resulteerde in meer dan 500.000 weergaven en een opname in grote Spotify-afspeellijsten zoals "Viral hits NL" en "Beste van NL".
In maart 2024 kwam haar vierde nummer "Jij voelt als de lente" uit. Het nummer haalde in korte tijd meer dan 15.000 streams. In februari 2025 bracht ze in samenwerking met de Belgische zanger Niels Destadsbader de single "Bijna vergeten" uit.

## Discografie

### EPS
- "June" (2024)

### Singles
- "Schaduw" (2023)
- "Sorry dat ik stoor" (2023)
- "Meisjes lopen sneller" (2023)
- "Jij Voelt als de Lente" (2024)
- "Zolang ik geef" (2024)
- "Tweede plaats" (2024)
- "Laat los" (2024)
- "Bijna vergeten" (2025) met Niels Destadsbader
- "Los in mij" (2025)
- "Als ik verdwaal" (2025)